# Wise Observatory

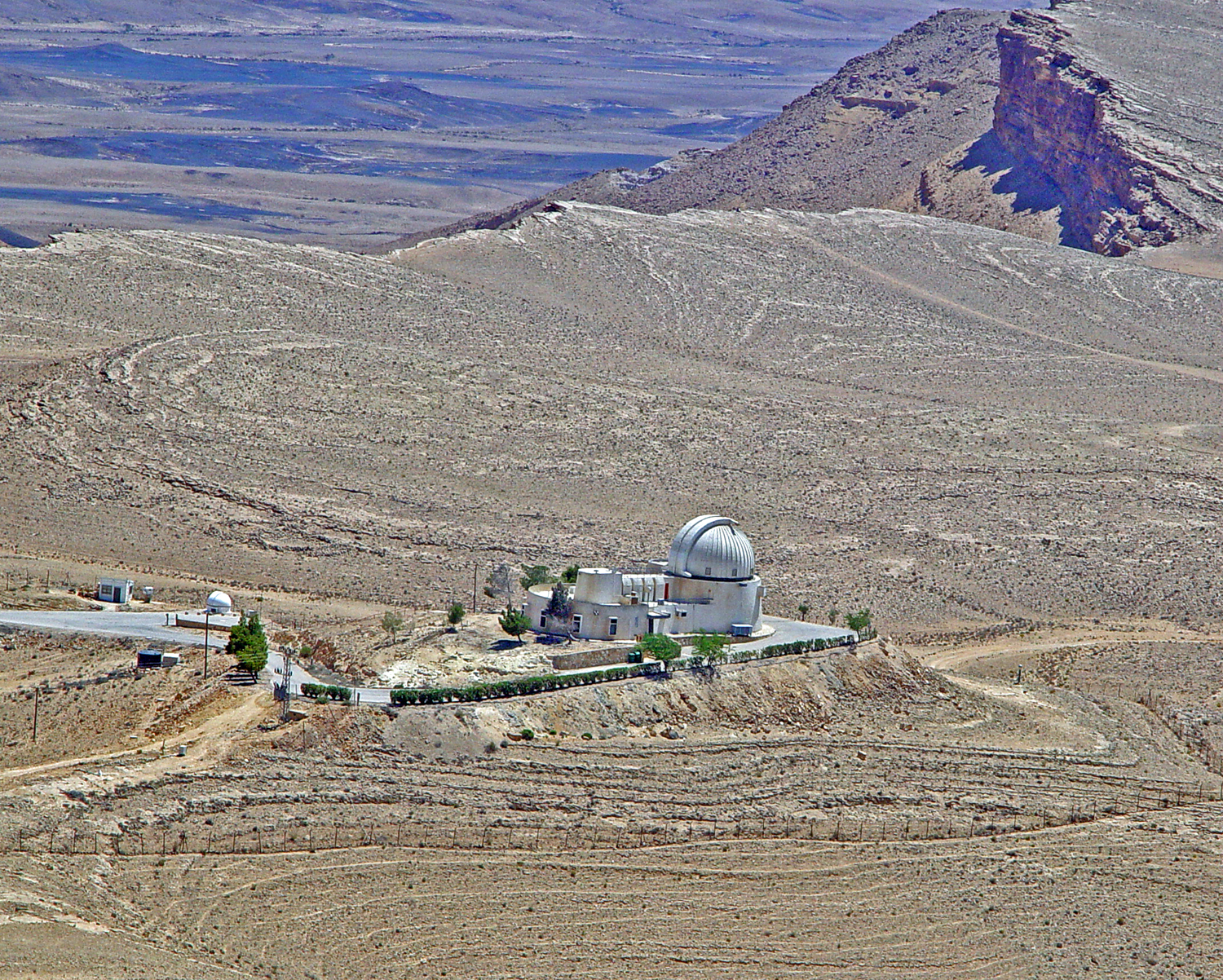
Wise Observatory nahe dem Ramon-Krater

Das Florence and George Wise Observatory (hebräisch מִצְפֶּה הַכּוֹכָבִים עַל שֵׁם [פְלוֹרֶנְס וְגּ׳וֹרְג׳] וַיְיז Mizpeh haKōchavīm ʿal Schem [Florence wəGeorge] Wise, deutsch ‚Warte der Sterne auf Namen von [Florence und George] Wise‘) ist eine Sternwarte der Universität Tel Aviv. Sie befindet sich auf einem 875 m hohen Hügel, in Mitzpe Ramon, 5 km westlich des Ortskerns in der Wüste Negev nahe dem Ramon-Krater und ist die einzige rein wissenschaftlich genutzte Sternwarte in Israel.
Sie ist durch eine Kooperation zwischen der Universität und der Smithsonian Institution 1971 entstanden und ist zu Ehren des ersten Präsidenten der Universität und seiner Frau benannt. Sie verfügt über ein Spiegelteleskop des Herstellers Boller and Chivens mit einem Durchmesser von rund 1 Meter und ein kleineres 45-cm-Teleskop.
Forschungsschwerpunkte am Wise Observatory sind Supernovae, die Suche nach extrasolaren Planeten, sowie das Aufspüren von Asteroiden und Kometen.